# Teucrium martinii
Teucrium martinii là một loài thực vật có hoa trong họ Hoa môi. Loài này được Cirujano & al. mô tả khoa học đầu tiên năm 2000.